# GP Ouest France-Plouay 2006 (mannen)
De Grand Prix Ouest France-Plouay 2006 was de 69ste editie van deze Franse wielerkoers en werd verreden op zondag 27 augustus, in de gemeente Plouay (Bretagne), Frankrijk. Het parcours werd dit jaar iets gewijzigd. Doordat een extra klim werd toegevoegd, was het parcours 20 kilometer langer dan voorheen. De vrouwen gingen een dag eerder van start en reden een afstand van 113 kilometer.

## Wedstrijd
De wedstrijd gewonnen door een van de outsiders: Vincenzo Nibali van Liquigas. Nibali wist samen met Juan Antonio Flecha (Rabobank), Manuele Mori (Saunier Duval-Prodir) en Jaroslav Popovytsj (Discovery Channel) te ontsnappen uit het peloton. Ondanks dat Nibali geen goede sprinter is, in tegenstelling tot Mori en Flecha, wist hij de overwinning te pakken.
| GP Ouest France-Plouay 2006 (226 kilometer) |                     |                        |          |
| Plaats                                      | Naam                | Ploeg                  | Tijd     |
| Winnaar                                     | Vincenzo Nibali     | Liquigas               | 5u18'58" |
| 2                                           | Juan Antonio Flecha | Rabobank               | z.t.     |
| 3                                           | Manuele Mori        | Saunier Duval-Prodir   | z.t.     |
| 4                                           | Jaroslav Popovytsj  | Discovery Channel      | +00' 04" |
| 5                                           | Jakob Piil          | Team CSC               | +00' 18" |
| 6                                           | Filippo Pozzato     | Quick Step-Innergetic  | z.t.     |
| 7                                           | Pierrick Fédrigo    | Bouygues Télécom       | z.t.     |
| 8                                           | Sergej Ivanov       | T-Mobile Team          | z.t.     |
| 9                                           | Grégory Rast        | Phonak Hearing Systems | z.t.     |
| 10                                          | Fabian Wegmann      | Team Gerolsteiner      | z.t.     |
|                                             |                     |                        |          |
| 11                                          | Karsten Kroon       | Team CSC               | z.t.     |
| 22                                          | Philippe Gilbert    | La Française des Jeux  | +00' 30" |